# Listopadová revoluce (Německo)
Listopadová revoluce (německy Novemberrevolution) byla revoluce v Německu v letech 1918–1919, která svrhla Německé císařství a nastolila parlamentně demokratický režim nazývaný Výmarská republika.
Revoluce začala 3. listopadu 1918, dosáhla odstoupení císaře Viléma II., nastolení demokracie a akceptovala ukončení první světové války podepsáním příměří. V roce 1919 byly uspořádány volby, byli poraženi komunističtí radikálové a revoluce byla zakončena 11. srpna 1919, kdy vešla v platnost Výmarská ústava.
Některými odpůrci revoluce, zejména nacisty, byla revoluce líčena jako zrada německého národa a dýka vražená do zad.

## Historie

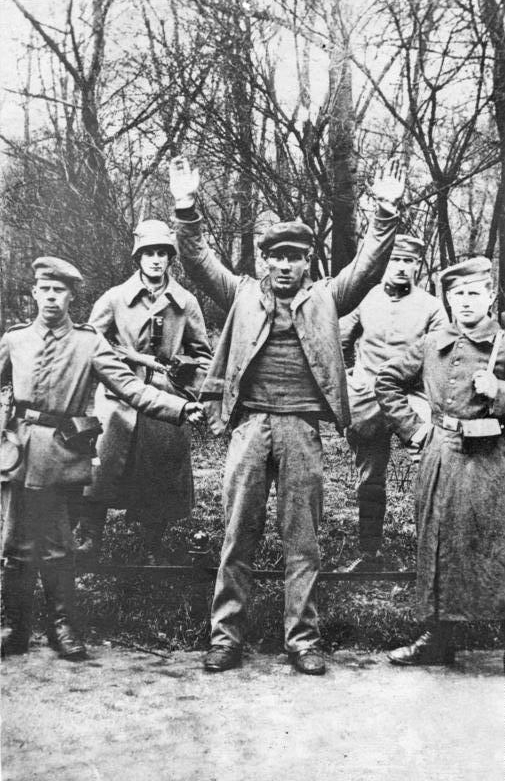
Soustružník Johann Lehner zajatý jednotkou Freikorps krátce před svou popravou. Nesprávně jej považovali za člena bavorského povstání. Květen 1919.

Za počátek revoluce se pokládá vzpoura námořníků v Kielu.
Revoluci podněcovaly radikální levicové skupiny, mj. Spartakovci, které prosazovaly program lidové revoluce. Zprvu bylo cílem okamžitě ukončit ještě trvající válku a svrhnout monarchii, posléze pak i republikánskou vládu vedenou Sociálnědemokratickou stranou Německa (SPD). Povstání spartakovců (lednové berlínské povstání roku 1919) mělo za cíl vytvořit předpoklady pro socialistickou revoluci inspirovanou ruskou říjnovou revolucí 1917. Po vzoru ruských sovětských republik („republik sovětů“) byly zakládány republiky rad, z nichž nejvýznamnější Bavorská republika rad byla zlikvidována po několika týdnech na začátku května 1919.
I po ustanovení republiky během prvních let, kdy zemi provázela poválečná krize a hyperinflace, probíhaly další – neúspěšné – snahy o revoluční změnu politiky Německa. Ze strany komunistických radikálů to bylo povstání v Porúří 1920, březnová akce 1921 a německý říjen 1923. Ze strany pravicových radikálů to byl Kappův puč 1920, který měl obnovit předrevoluční pořádky, a Hitlerův pivní puč 1923.